# Sakya Thridzin

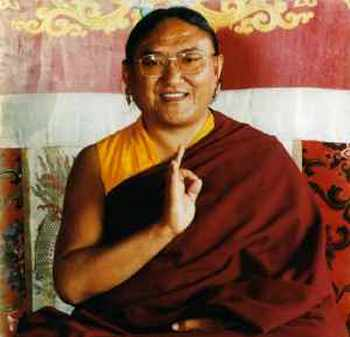
Der 41. Sakya Thridzin

Sakya Thridzin (tib.: ས་སྐྱ་ཁྲི་འཛིན།, sa skya khri ’dzin; „Thronhalter der Sakya“; chin. Sajia Fawang 萨迦法王) ist der Titel des Oberhaupts der Sakya-Schule des tibetischen Buddhismus. Die Sakya Thridzins sind Nachfahren der Khön-Familie (tib.:  'khon; „Streit, Ärger“), deren Angehörige im Jahr 750 Schüler des Padmasambhava wurden. 

## Liste der Sakya Thridzin
|     | Name (Liste tibetischer Namen und Titel) | Lebensdaten | Regierungszeit          | Umschrift nach Wylie                                        |
| --- | ---------------------------------------- | ----------- | ----------------------- | ----------------------------------------------------------- |
| 1.  | Khön Könchog Gyelpo                      | 1034–1102   | 1073–1102               | ’khon dkon mchog rgyal po                                   |
| 2.  | Bari Lotsawa Rinchen Drag                | 1040–1111   | 1103–1110               | ba ri lo tsa ba rin chen grags                              |
| 3.  | Sachen Künga Nyingpo                     | 1092–1158   | 1111–1158               | sa chen kun dga’ snying po                                  |
| 4.  | Sönam Tsemo                              | 1142–1182   | 1159–1171               | bsod nams rtse mo                                           |
| 5.  | Dragpa Gyeltshen                         | 1147–1216   | 1172–1215               | grags pa rgyal mtshan                                       |
| 6.  | Sakya Pandita Künga Gyeltshen            | 1182–1251   | 1216–1243               | sa skya pandi ta kun dga’ rgyal mtshan                      |
| 7.  | Chögyel Phagpa Lodrö Gyeltshen           | 1235–1280   | 1265–1266 und 1276–1280 | chos rgyal ’phags pa blo gros rgyal mtshan                  |
| 8.  | Rinchen Gyeltshen                        | 1238–1279   | 1267–1275               | rin chen rgyal mtshan                                       |
| 9.  | Dharmapala Rakshita                      | 1268–1287   | 1281–1287               | dharma pA la rakShi ta                                      |
| 10. | Sharpa Jamyang Rinchen Gyeltshen         | 1257–1305   | 1288–1297               | shar pa ’jam dbyangs rin chen rgyal mtshan                  |
| 11. | Sangpo Pel                               | 1262–1324   | 1298–1324               | bzang po dpal                                               |
| 12. | Namkha Legpe Gyeltshen                   | 1305–1343   | ca. 1324–1342           | nam mkha’ legs pa’i rgyal mtshan                            |
| 13. | Jamyang Dönyö Gyeltshen                  | 1310–1344   | ca. 1342–1344           | ’jam dbyangs don yod rgyal mtshan                           |
| 14. | Lama Dampa Sönam Gyeltshen               | 1312–1375   | 1344–1347               | bla ma dam pa bsod nams rgyal mtshan                        |
| 15. | Tawen Lodrö Gyeltshen                    | 1332–1364   | 1347–1364               | ta dben blo gros rgyal mtshan                               |
| 16. | Tawen Künga Rinchen                      | 1339–1399   | ca. 1364–1399           | ta dben kun dga’ rin chen                                   |
| 17. | Lopön Chenpo Gushri Lodrö Gyeltshen      | 1366–1420   | 1399–1420               | slob dpon chen po gu shri blo gros rgyal mtshan             |
| 18. | Jamyang Namkha Gyeltshen                 | 1398–1472   | 1421–1441               | 'jam dbyangs nam mkha’ rgyal mtshan                         |
| 19. | Künga Wangchug                           | 1418–1462   | 1442–1462               | kun dga’ dbang phyug                                        |
| 20. | Gyagar Sherab Gyeltshen                  | 1436–1494   | 1463–1472               | rgya gar ba shes rab rgyal mtshan                           |
| 21. | Dagchen Lodrö Gyeltshen                  | 1444–1495   | 1473–1495               | bdag chen blo gros rgyal mtshan                             |
| 22. | Sakya Lotsawa Künga Sönam                | 1485–1533   | 1496–1533               | sa skya lo tsa ba kun dga’ bsod nams                        |
| 23. | Ngagchang Künga Rinchen                  | 1517–1584   | 1534–1584               | sngags ’chang kun ’dga rin chen                             |
| 24. | Jamyang Sönam Sangpo                     | 1519–1621   | 1584–1589               | 'jam dbyangs bsod nams bzang po                             |
| 25. | Dragpa Lodrö                             | 1563–1617   | 1589–1617               | grags pa blo gros                                           |
| 26. | Ngawang Künga Wanggyel                   | 1592–1620   | 1618–1620               | ngag dbang kun dga’ dbang rgyal                             |
| 27. | Ngawang Künga Sönam                      | 1597–1662   | 1620–1659               | ngag dbang kun dga’ bsod nams                               |
| 28. | Ngawang Sönam Wangchug                   | 1638–1685   | 1659–1685               | ngag dbang bsod nams dbang phyug                            |
| 29. | Ngawang Künga Trashi                     | 1656–1711   | 1685–1711               | ngag dbang kun dga’ bkra shis                               |
| 30. | Sönam Rinchen                            | 1705–1741   | 1711–1741               | bsod nams rin chen                                          |
| 31. | Künga Lodrö                              | 1729–1783   | 1741–1783               | kun dga’ blo gros                                           |
| 32. | Wangdu Nyingpo                           | 1763–1809   | 1783–1806               | dbang sdud snying po                                        |
| 33. | Pema Düdul Wangchug                      | 1792–1853   | 1806–1843               | pad ma bdud ’dul dbang phyug                                |
| 34. | Dorje Rinchen                            | 1819–1867   | 1843–1845               | rdo rje rin chen                                            |
| 35. | Trashi Rinchen                           | 1824–1865   | 1846–1865               | bkra shis rin chen                                          |
| 36. | Künga Sönam                              | 1842–1882   | 1866–1882               | kun dga’ bsod nams                                          |
| 37. | Künga Nyingpo                            | 1850–1899   | 1883–1899               | kun dga’ snying po                                          |
| 38. | Dzamling Chegu Wangdü                    | 1855–1919   | 1901–1915               | 'dzam gling che rgu dbang ’dud                              |
| 39. | Dragshul Thrinle Rinchen                 | 1871–1936   | 1915–1936               | drag shul ’phrin las rin chen                               |
| 40. | Ngawang Thutob Wangdrag                  | 1900–1950   | 1937–1950               | ngag dbang mthu stobs dbang drag                            |
| 41. | Ngawang Künga Thegchen Pelbar            | * 1945      | 1951–2017               | ngag dbang kun dga’ theg chen dpal ’bar                     |
| 42. | Ratna Vajra Rinpoche                     | * 1974      | 2017-                   | nNgag dBang Kun dGa' Blo Gros Rin Chen 'Jigs Med 'Phrin Las |